# José Baeza
José Baeza y Vincentello, hrabia de Cantillana (ur. 1712, zm. 1770) – neapolitański dyplomata i polityk.
W latach 60. XVIII wieku był ambasadorem Królestwa Neapolu w Paryżu. 15 marca 1766 roku na uroczysty obiad-naradę korpusu dyplomatycznego zaprosił go poseł duński Carl Heinrich Gleichen. Na obiedzie tym byli też ambasador holenderski Mattheus Lestevenon i poseł polski Feliks Franciszek Łoyko.
W swych Pamiętnikach o José Baeza y Vincentello, wielokrotnie wspomina Casanova.